# 1239. június 3-ai napfogyatkozás
Az 1239. június 3-ai napfogyatkozás a 115. szároszciklusba tartozó, Európából is látható napfogyatkozás volt, amely a történelmi Magyarország déli részén teljesként látszott. Spalatói Tamás ekképp számol be róla:
Azon időben, Urunk születésének 1239. esztendejében, június havának 3-án csodálatos és rettenetes napfogyatkozás lőn: mert az egész nap elhomályosodott, és az egész levegő besötétedett, s az égen a csillagok, mint éjszaka, föltűntek, és egy nagyocska csillag ragyog vala a nap mellett nyugot felől. S mindenkit oly rémület lepett meg, hogy mintegy ész nélkül kiabálva futkostak ide s tova, azt hívén, hogy a világ vége jelen van. Péntek nap, hold újultának harmincadik napja (azaz éppen újhold) vala, és jóllehet azon napfogyatkozás egész Európában látszott, azt mondják, hogy Ázsiában és Afrikában nem volt. Ugyanazon esztendőben üstökös csillag is látszott, mely az éjszaki tájon, mintegy Magyarország fölött csügg vala, és ott marada több napon át, s eléggé nagy csoda dolog előjelének tetszik vala. Mert mindjárt ezen napokban mindenki fülébe sűrűn hangzik vala a szomorú hír, hogy a dögletes tatár nemzet már a keresztények határaiba, Ruténország részeibe berontott, de sokan a dolgot csak játéknak tekintik vala.
Mint az idézet is mutatja, a korabeli emberek – különösen az ugyanabban az évben látható üstökössel együtt – ijesztő előjelnek tekintették a fogyatkozást, és (legalábbis utólag) összefüggésbe hozták a tatárjárással.
Maróti Tamás amatőrcsillagász feltételezi, hogy az idézetben szereplő „nagyocska csillag” a Naptól egy foknyira nyugatra tartózkodó Vénusz volt (ez a bolygó elég közel jár a Naphoz, és elég fényes is, hogy napfogyatkozáskor megjelenjen az elsötétülő Nap mellett). Lehetségesnek tartja – Hóman Bálint Magyar pénztörténet c. munkája alapján –, hogy a C.N.H. 253 jelű Árpád-kori pénzérme, amely II. András vagy IV. Béla korára tehető, éppen ezt a napfogyatkozást ábrázolja (vagy későbbi datálás esetén az 1241. október 6-ai napfogyatkozást). Ugyanakkor maga is bizonytalannak tartja ezt a felvetést, mivel az érme keletkezési éve ellentmondásos.